# Protettorato americano di Cuba
Il Protettorato americano di Cuba (in inglese: American Protectorate of Cuba, in spagnolo: Protectorado estadounidense de Cuba) fu un protettorato nell'isola di Cuba nato in seguito al Trattato di Parigi del 1898 che pose fine alla Guerra di indipendenza cubana, facendo passare l'amministrazione dell'isola dal governo spagnolo a quello statunitense.

## Storia

### Indipendenza dalla Spagna

Bandiera spagnola in uso nella Capitaneria generale di Cuba.

Cuba fu tra i primi territori a essere colonizzati nel Nuovo Mondo, e rimase per secoli tra le più ricche colonie dell'Impero Spagnolo. Nel 1609 venne riorganizzata, assieme ad altri possedimenti caraibici, nella Capitaneria generale di Cuba, amministrazione coloniale che mantenne pressoché intatto il proprio assetto fino al 1898.

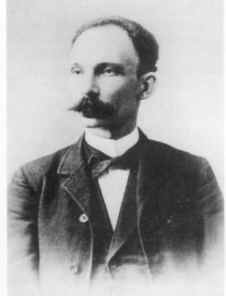
L'eroe nazionale José Martí, leader dei ribelli cubani

Nel corso del XIX secolo, a poco a poco, cominciò a crearsi nella borghesia cubana l'insofferenza verso il governo spagnolo e il desiderio di una maggiore autonomia.
Si ebbero così alla fine del secolo le cosiddette due guerre d'indipendenza: la Guerra dei dieci anni (1868-1878) e la Piccola guerra (1879-1880), che furono insurrezioni popolari armate represse nel sangue. Le insurrezioni erano guidate dall'intellettuale José Martí, conosciuto a Cuba come il "Padre della patria".
Martí, in una lettera al suo amico Gonzalo de Quesada scritta il 14 dicembre 1889, mise in guardia sulla possibilità di un intervento statunitense: "Sulla nostra terra, Gonzalo, grava un altro piano più tenebroso […]: il diabolico piano di forzare l'isola, di farla piombare nella guerra per avere il pretesto per intervenirvi e con il credito di mediatore e garante, tenersela per sé".
Intervento che di fatto avvenne, nel terzo e decisivo conflitto, la cosiddetta Guerra Necessaria (1895-1898), dove il già debole e impreparato Esercito spagnolo non poté nulla contro i ribelli fiancheggiati dalla Marina americana, che entrò nella guerra nel 1898 usando come pretesto l'affondamento del Maine, accusando la Spagna, rivelatosi a posteriori una falsità. Ebbe così inizio, parallelamente alla guerra d'indipendenza, la Guerra ispano-americana.

### Affondamento del Maine

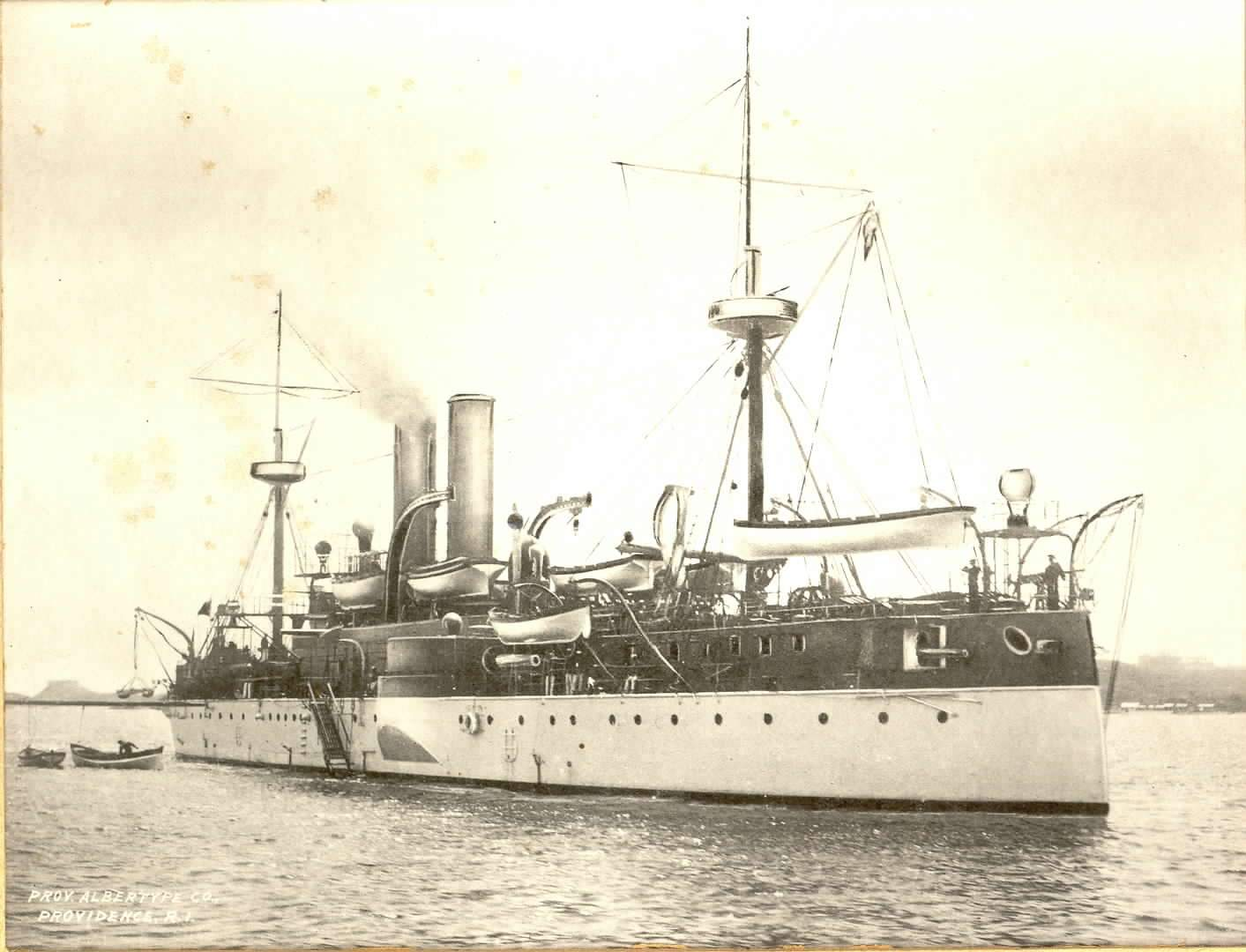
La corazzata "Maine", allora tra i fiori all'occhiello della Marina americana

Il 15 febbraio 1898 si teneva all'Avana una grande festa con invitati tutti gli ufficiali della marina americana, a sorvegliare il Maine rimasero solo i soldati semplici e l'equipaggio. All'improvviso una misteriosa esplosione causò la morte di tutte e 255 le persone presenti sulla corazzata in quel momento, che affondò.
L'opinione pubblica americana, fomentata dalla stampa al grido di "Remember the Maine! To Hell with Spain!" (it: "Ricordate il Maine! All'inferno con la Spagna!") pretese l'intervento a favore dei ribelli nella terza guerra, che era già in atto da due anni, per vendicare il supposto "affronto".
Gli spagnoli cercarono di cooperare al fine che venissero raccolti gli elementi che provassero la loro estraneità. Una prima commissione di inchiesta statunitense, attivata nel 1898 e presieduta dal capitano William T. Sampson concluse anche avvalendosi del parere di esperti della marina e di immersioni di sommozzatori sul relitto, che la detonazione della santabarbara dei proiettili da sei pollici a prua venne causata da una mina esterna, all'altezza della centina 18 (vicina alla prua).
Tra le ipotesi fatte per spiegare l'esplosione ci fu anche una attribuzione agli americani stessi del sabotaggio, perché fornisse un casus belli all'intervento statunitense a Cuba.

### Espansione americana

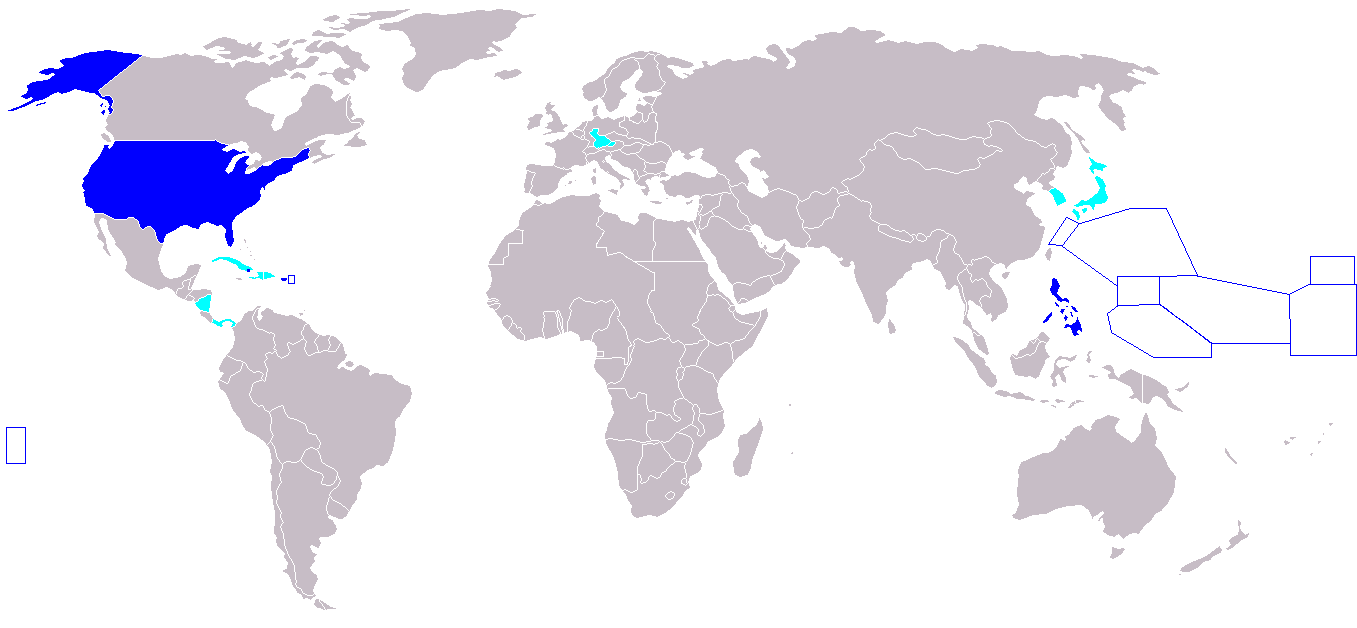
I territori del Colonialismo statunitense, in blu i territori permanenti e in celeste i protettorati.

Gli americani vinsero in tempi molto brevi e con perdite relativamente basse, tanto che la guerra venne definita Splendid little war (it: "Breve splendida guerra"). Il 12 agosto venne firmato l'armistizio con il quale gli Stati Uniti ottennero dalla Spagna:
- il riconoscimento dell'indipendenza di Cuba che divenne poi protettorato americano;
- la cessione agli USA di Porto Rico e dell'isola di Guam;
- l'accettazione dell'occupazione di Manila nelle Filippine, che verranno direttamente acquistate in un secondo momento.

Questi risultati vennero quindi ratificati il 10 dicembre successivo dal Trattato di Parigi nel dicembre dello stesso anno.
Nello stesso anno gli Stati Uniti avevano acquistato le Isole Hawaii. Infine Panama divenne "indipendente" nel 1903, anch'esso con il sostegno militare degli Stati Uniti, divenendo un altro protettorato americano.
In Spagna, la distruzione della flotta e la contemporanea perdita delle ultime colonie nel Pacifico (l'anno successivo la Spagna cederà alla Germania gli arcipelaghi delle Caroline e delle Marianne), determinarono una profonda crisi d'identità in un Paese che non riusciva a inserirsi nella modernità del nuovo secolo. I militari in particolare maturarono un profondo senso di rancore verso la classe dirigente, alla quale le ristrettezze del bilancio statale non consentivano di fornire all'esercito armi più moderne. La guerra passò alla storia come "El Desastre del ‘98".
La guerra ispano-americana ebbe una certa influenza anche nella situazione sociale in Italia, in quanto causò indirettamente l'aumento del costo dei cereali d'importazione, e il conseguente aumento del costo del pane che, gravando sulle già affaticate famiglie proletarie, portò a sommosse, fra le quali la più conosciuta fu la protesta dello stomaco (nome che identifica i moti di Milano del 1898), repressa nel sangue dal generale Bava Beccaris.